# António Gonçalves

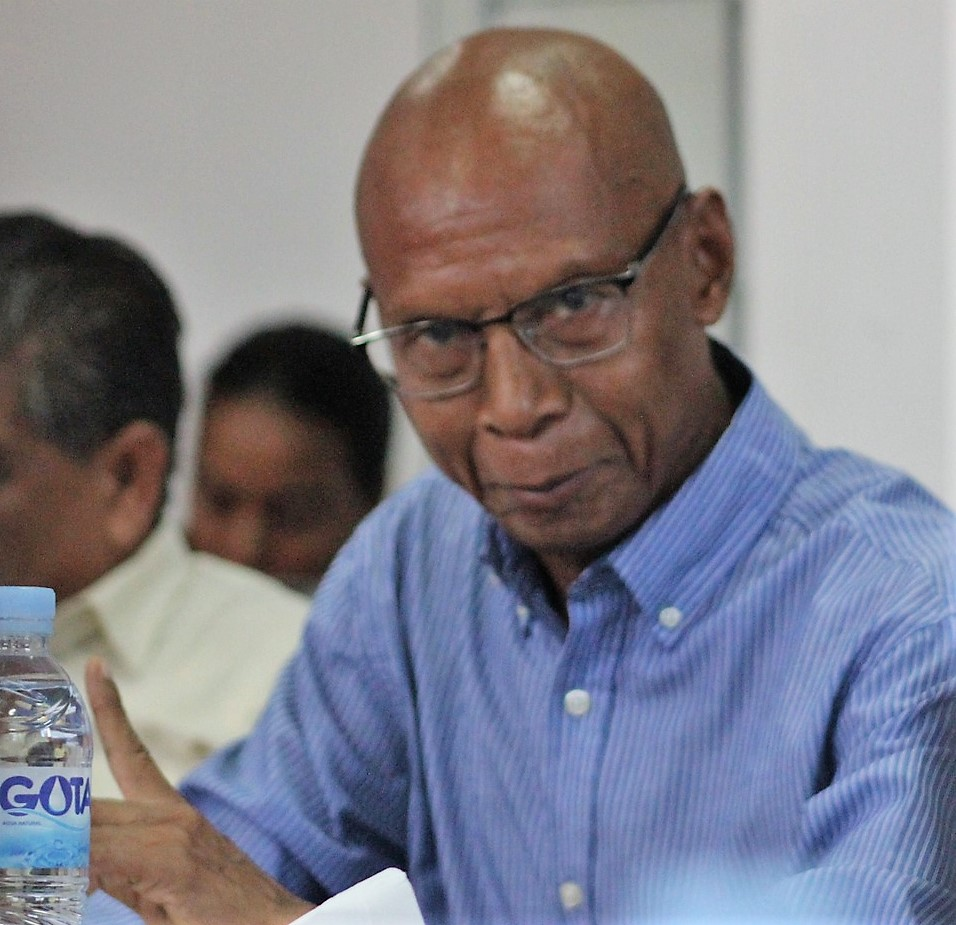
Antônio Gonçalves (2023)

António Gonçalves ist ein osttimoresischer Jurist. Der langjährige Richter am Distriktsgericht Dili wurde 2021 vom Conselho Superior da Magistratura Judicial (CSMJ) in die Comissão Nacional de Eleições (CNE) entsandt. Seine Vereidigung zum Kommissar fand am 16. August 2021 statt. Die Amtszeit als Kommissar läuft bis 2026. Als Vertreter der CNE ist Gonçalves für die Gemeinden Ermera und Liquiçá zuständig.
2007 gehörte Gonçalves zu den drei Richtern des Distriktsgerichts Dili, die den ehemaligen Innenminister Rogério Lobato zu einer Gefängnisstrafe verurteilten.